# Canalicchio (Tremestieri Etneo)
Canalicchio (Cannalicchiu in dialetto catanese) è una frazione di Tremestieri Etneo di 7 329 abitanti (2011), omonima del quartiere di Catania col quale confina. Si trova su un'isola amministrativa posta a sud rispetto al resto del territorio comunale.

## Origini del nome
Il toponimo deriva dal vocabolo latino canaliculus, cioè "piccolo canale", "canaletto", in quanto sono presenti resti dell'antico acquedotto dei Benedettini di Catania.

## Sport
La società sportiva più importante è la Canalicchio Catania Beach Soccer, che milita nel campionato italiano di Serie A. Nel calcio, la frazione è rappresentata dalla A.S.D. Canalicchio, che milita nel campionato di seconda categoria. 